# GR-131
El GR-131, también conocido como El Bastón, es un sendero de Gran Recorrido de La Palma (Canarias, España).

## Recorrido
Las etapas del sendero:
- Etapa 1: Puerto de Tazacorte – Roque de los Muchachos[2]
  - Puerto de Tazacorte – Mirador del Time – Risca de las Pareditas (SL-TJ 71 a Fuente del Toro) – Roque Palmero – Roque de los Muchachos (PR-LP 11 a Puntagorda y PR-LP 12 a Tijarafe)
- Etapa 2 (denominado La Crestería): Roque de los Muchachos – Refugio del Pilar
  - Roque de los Muchachos (PR-LP 11 a Puntagorda y PR-LP 12 a Tijarafe) – Los Andenes (PR-LP 9 a Garafía) – Pico de la Cruz (PR-LP 7 a Los Sauces y PR-LP 8 a Barlovento) – Pico de Piedrallana – Pico de la Nieve (PR-LP 3 a Santa Cruz de La Palma y PR-LP 4 a Puntallana) – Pico de la Veta – Pico de la Sabina – Punta de los Roques – Pico de las Ovejas (PR-LP 2 a Santa Cruz de La Palma) – El Reventón (PR-LP 1 a Santa Cruz de La Palma) – El Pilar (PR-LP 14 a El Paso, PR-LP 16 a Villa de Mazo, PR-LP 17 a El Hoyo/Aeropuerto de La Palma y PR-LP 18 a Breña Baja)
- Etapa 3: Refugio de El Pilar – Fuencaliente
  - El Pilar – Pico Birigoyo – La Barquita – Volcán Hoyo Negro – Volcán de San Juan – Volcán de la Deseada (PR-LP 15 a Tigalate o Jedey) – Volcán El Charco – Volcán Martín – Puente de Los Roques (SL-FU 110) – Fuencaliente (GR-130) – Volcán San Antonio – Volcán Teneguía (SL-FU 112) – Faro de Fuencaliente

## Eventos
La Transvulcania, una carrera de larga distancia, discurre por el sendero de Gran Recorrido GR-131.